# Norwegischer Fußballpokal der Männer 1919
Der norwegische Fußballpokal 1919 (kurz auch NM-Cup 1919 genannt) war die 18. Austragung des Fußballpokalwettbewerbs der Männer. Pokalsieger wurde der Odds BK. Das Team setzte sich im Finale gegen den Frigg Oslo FK durch.

## 1. Runde
Freilos für 11 Vereine
| Datum      |                 | Ergebnis  |                       |
| ---------- | --------------- | --------- | --------------------- |
| ??.??.1919 | SK Brage        | 2:1       | Hamar IL              |
|            | Brann Bergen    | 2:1       | SFK Trygg Oslo        |
|            | IL Brodd        | 1:3 n. V. | SFK Lyn Oslo          |
|            | IL Braatt       | 6:4       | Kristiansund FK       |
|            | FK Donn         | 3:1       | Viking Stavanger      |
|            | Drammens BK     | 3:2       | Larvik TIF            |
|            | Fram Larvik     | 2:1       | SK 1910 Oslo          |
|            | Frigg Oslo FK   | 5:1       | Kristiana Kameratene  |
|            | FK Kjapp Rjukan | 5:4       | Sandefjord BK         |
|            | Kongsvinger IL  | 2:6       | Kristiana BK          |
|            | Kvik Halden FK  | 5:1       | Storms BK             |
|            | Neset FK        | 0:3       | SK Freidig            |
|            | IF Ready        | 2:6       | Urædd FK              |
|            | Sarpsborg FK    | 11:0      | Lillestrøm SK 1       |
|            | SBK Skiold      | 4:2       | FK Lyn                |
|            | Skotfoss TIF    | 4:2       | Agnes IL              |
|            | FK Norrøna      | 1:3 n. V. | Moss FK               |
|            | Tønsbergs TF    | 2:0       | SFK Mercantile Oslo   |
|            | Tønset IF       | 2:5       | IL Sverre             |
|            | FK Ørn          | 7:0       | IF Pors               |
|            | Aalesunds FK    | 3:2 n. V. | FK Fremad Lillehammer |

## 2. Runde
| Datum |                | Ergebnis |                    |
| ----- | -------------- | -------- | ------------------ |
|       | FK Donn        | 02:10    | Start Kristiansand |
|       | Drammens BK    | 2:1      | Sarpsborg FK       |
|       | Fram Larvik    | 4:0      | Skotfoss TIF       |
|       | Fredrikstad FK | 0:2      | FK Ørn             |
|       | SK Freidig     | 2:1      | Eidsvold IF        |
|       | FK Frem Bergen | 0:5      | Stavanger IF       |
|       | Frigg Oslo FK  | 6:1      | Mjøndalen IF       |
|       | Kristiana BK   | 2:1      | Brann Bergen       |
|       | Kvik Halden FK | 1:0      | Tønsbergs TF       |
|       | SFK Lyn Oslo   | 10:10    | SK Skjold          |
|       | Moss FK        | 1:4      | SBK Drafn          |
|       | Odds BK        | 4:0      | SK Snøgg           |
|       | Urædd FK       | 0:1      | FK Kjapp Rjukan    |
|       | IL Sverre      | 3:2      | SK Brage           |
|       | FK Vidar       | 6:0      | SK Hardy           |
|       | Aalesunds FK   | 3:2      | IL Braatt          |

## 3. Runde
| Datum      |                 | Ergebnis |                    |
| ---------- | --------------- | -------- | ------------------ |
| 07.09.1919 | FK Ørn          | 0:1      | Odds BK            |
|            | FK Vidar        | 2:5      | Stavanger IF       |
|            | Kvik Halden FK  | 6:0      | Start Kristiansand |
|            | Frigg Oslo FK   | 2:0      | Drammens BK        |
|            | FK Kjapp Rjukan | 1:4      | Fram Larvik        |
|            | SBK Drafn       | 0:2      | SFK Lyn Oslo       |
|            | Eidsvold IF     | 1:2      | Kristiana BK       |
|            | IL Sverre       | 3:0      | Aalesunds FK       |

## Viertelfinale
| Datum      |               | Ergebnis |                |
| ---------- | ------------- | -------- | -------------- |
| 28.09.1919 | Odds BK       | 1:0      | Stavanger IF   |
|            | Fram Larvik   | 2:1      | Kvik Halden FK |
|            | SFK Lyn Oslo  | 8:0      | Kristiana BK   |
|            | Frigg Oslo FK | 3:0      | IL Sverre      |

## Halbfinale
| Datum      |               | Ergebnis |              |
| ---------- | ------------- | -------- | ------------ |
| 05.10.2019 | Odds BK       | 1:0      | Fram Larvik  |
|            | Frigg Oslo FK | 3:1      | SFK Lyn Oslo |

## Finale
| Odds BK                                       | Odds BK | Frigg Oslo FK | Frigg Oslo FK |
| --------------------------------------------- | --- | --- | ------------- |
| Odds BK                                       | \| Finale \| \| 12. Oktober 1919 in Larwik (Fram Sportsplass) \| \| Ergebnis: 1:0 (1:0) \| \| Zuschauer: 10.000 \| \| Schiedsrichter: Peder Christian \| \| Spielbericht \|                        | \| Finale \| \| 12. Oktober 1919 in Larwik (Fram Sportsplass) \| \| Ergebnis: 1:0 (1:0) \| \| Zuschauer: 10.000 \| \| Schiedsrichter: Peder Christian \| \| Spielbericht \| | Frigg Oslo FK |
| Odds BK                                       | Ingolf „Skruen“ Pedersen – Thaulow Goberg, Peder Henriksen – H. Halvorsen, Per Haraldsen, Tidemann Nilsen – Nils Thorstensen, Haakon Haakonsen, Sverre Andersen, Einar „Jeja“ Gundersen, Jonas Aas | Asbjørn Aamodt – Rolf Thorstvedt, Yngvar Tørnros – Jens Olsen, Ellef Mohn, Gellon Nielsen – Trygve Smith, David Andersen, Per Bekkedahl, Bjarne Olsen, Frithjof Resberg     | Frigg Oslo FK |
| Odds BK                                       | 1:0 Einar Gundersen (13.) | | Frigg Oslo FK |
| Finale                                        | | |               |
| 12. Oktober 1919 in Larwik (Fram Sportsplass) | | |               |
| Ergebnis: 1:0 (1:0)                           | | |               |
| Zuschauer: 10.000                             | | |               |
| Schiedsrichter: Peder Christian               | | |               |
| Spielbericht                                  | | |               |